# 棚倉町立図書館
棚倉町立図書館（たなぐらちょうりつとしょかん）は、福島県東白川郡棚倉町の公共図書館である。1979年1月19日に、福島県内初の町立図書館として開館した。2013年7月1日には磐城棚倉駅前に新築移転した。
2006年当時の蔵書数は約4万8000点、新築移転後の2014年の時点では約6万点とされる。

## 沿革
1979年1月19日に、それまで公民館が所蔵していた約3000冊と、福島県立図書館から導入された約5000冊の蔵書を揃え、福島県内初の町立図書館として、棚倉城跡の公民館の隣地に開館した。
1981年には、町域内の周縁部にある地区の一般家庭に「小さなとしょかん巡回文庫」を設置し、地域住民が使用できる体制を取り始めた。各地区に置かれる蔵書は、2か月ごとに入れ替えられ、常時100冊から150冊程度が配置されており、2004年度における「巡回文庫」の貸し出し実績は、全地区合計で3000冊超であった。
2011年3月11日の東日本大震災では隣地にあった公民館が被災し、取り壊しを余儀なくされた。それ以前から、閲覧スペースの充実を求める利用者の声があったこともあり、公民館としての機能を併せもった新図書館の建設が、震災直後から構想され、2013年7月1日に磐城棚倉駅前に新たな町立図書館が開館した。

## 利用案内
開館時間9時-19時
休館日月曜日（月曜日が国民の祝日に関する法律に規定する日に当たるときは、その翌日）、12月29日から1月3日まで
冊数・期間5点まで14日